# Kraggenburg

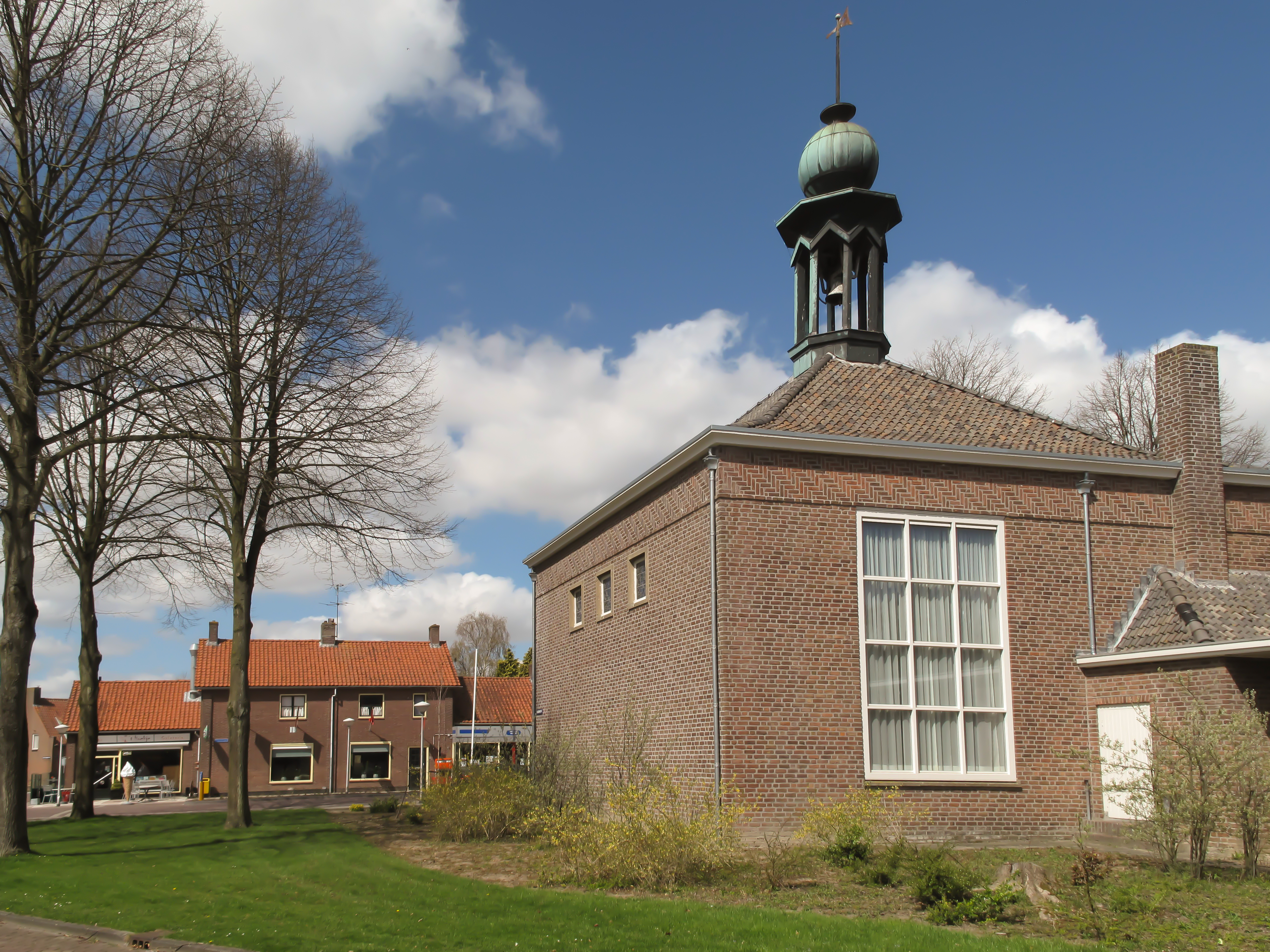
Kraggenburg, église protestante

Kraggenburg est le nom d'un des dix villages de la commune de Noordoostpolder, dans la province du Flevoland. Kraggenburg est situé dans le sud-est du polder, près de Vollenhove en Overijssel. Le 1er janvier 2006, le village comptait 1 497 habitants.
Le village a été créé dans les années 1950 à l'emplacement d'une ancienne maison de phare et de péage sur une digue dans la Zuiderzee, construite au XIXe siècle pour maîtriser l'accès au Zwolse Diep. C'est de cette maison, aujourd'hui connue sous le nom de Vieux-Kraggenburg (Oud-Kraggenburg) que le village tire son nom.